# Ginástica rítmica nos Jogos Olímpicos de Verão da Juventude de 2010 - Individual geral
As competições da categoria individual geral da ginástica rítmica nos Jogos Olímpicos de Verão da Juventude de 2010 foram disputadas nos dias 24 (qualificação) e 25 (final) de agosto no Bishan Sports Hall, em Singapura. Estavam habilitadas para competir apenas as ginastas que não tivessem participado de nenhuma competição sênior, com idade entre 15 e 17 anos.

## Medalhistas
| Ouro   | RUS Alexandra Merkulova      |
| Prata  | BLR Arina Charopa            |
| Bronze | GER Jana Berezko-Marggrander |

## Resultados
| Pos.              | Ginasta                      | Qualificação | Qualificação | Qualificação | Qualificação | Qualificação | Qualificação | Final       | Final       | Final       | Final       | Final       | Final       |
| Pos.              | Ginasta                      | Corda        | Arco         | Maças        | Fita         | Total        | Pos.         | Corda       | Arco        | Maças       | Fita        | Total       | Pos.        |
| ----------------- | ---------------------------- | ------------ | ------------ | ------------ | ------------ | ------------ | ------------ | ----------- | ----------- | ----------- | ----------- | ----------- | ----------- |
| Medalha de ouro   | RUS Alexandra Merkulova      | 25.550       | 26.300       | 26.200       | 25.375       | 103.425      | 1º           | 29.950      | 26.250      | 25.800      | 25.500      | 103.500     | 1º          |
| Medalha de prata  | BLR Arina Charopa            | 25.925       | 25.550       | 25.500       | 25.250       | 102.225      | 2º           | 25.300      | 23.550      | 25.775      | 25.775      | 100.400     | 2º          |
| Medalha de bronze | GER Jana Berezko-Marggrander | 23.950       | 24.700       | 24.650       | 24.525       | 97.825       | 3º           | 24.350      | 24.200      | 25.225      | 25.100      | 98.875      | 3º          |
| 4º                | MAS Lee Wan Nin              | 23.800       | 24.075       | 24.100       | 24.425       | 96.400       | 5º           | 24.150      | 24.700      | 25.050      | 24.300      | 98.200      | 4º          |
| 5º                | BUL Anastasiya Kisse         | 25.025       | 24.500       | 24.200       | 24.100       | 97.825       | 4º           | 23.925      | 24.400      | 23.500      | 24.550      | 96.375      | 5º          |
| 6º                | ISR Victoria Filanovsky      | 23.100       | 23.325       | 23.500       | 23.825       | 93.750       | 6º           | 23.150      | 23.300      | 23.000      | 23.400      | 92.850      | 6º          |
| 7º                | USA Polina Kozitskiy         | 23.475       | 23.475       | 22.325       | 22.700       | 91.975       | 8º           | 22.900      | 23.050      | 23.100      | 23.075      | 92.125      | 7º          |
| 8º                | UKR Viktoria Shynkarenko     | 23.725       | 23.425       | 22.825       | 22.400       | 92.375       | 7º           | 23.175      | 22.325      | 22.050      | 23.450      | 91.000      | 8º          |
| -                 | UZB Aziza Mamadjanova        | 22.325       | 22.400       | 22.975       | 22.650       | 90.350       | 9º           | Não avançou | Não avançou | Não avançou | Não avançou | Não avançou | Não avançou |
| -                 | ESP Eugenya Onopko           | 21.375       | 23.000       | 21.900       | 21.675       | 87.950       | 10º          | Não avançou | Não avançou | Não avançou | Não avançou | Não avançou | Não avançou |
| -                 | CAN Maria Kitkarska          | 21.200       | 21.050       | 22.250       | 22.550       | 87.050       | 11º          | Não avançou | Não avançou | Não avançou | Não avançou | Não avançou | Não avançou |
| -                 | EGY Alia Elkatib             | 20.675       | 21.875       | 22.050       | 21.350       | 85.950       | 12º          | Não avançou | Não avançou | Não avançou | Não avançou | Não avançou | Não avançou |
| -                 | KAZ Yuliya Kizima            | 21.050       | 21.200       | 20.100       | 20.775       | 83.125       | 13º          | Não avançou | Não avançou | Não avançou | Não avançou | Não avançou | Não avançou |
| -                 | RSA Aimee van Rooyen         | 20.450       | 20.850       | 20.350       | 21.250       | 82.900       | 14º          | Não avançou | Não avançou | Não avançou | Não avançou | Não avançou | Não avançou |
| -                 | CHN Manqin Wang              | 20.200       | 20.700       | 20.950       | 20.000       | 81.850       | 15º          | Não avançou | Não avançou | Não avançou | Não avançou | Não avançou | Não avançou |
| -                 | AUS Taylor Tirarhadjo        | 20.500       | 20.400       | 20.475       | 20.275       | 81.650       | 16º          | Não avançou | Não avançou | Não avançou | Não avançou | Não avançou | Não avançou |
| -                 | MEX Isha Sanchez Fernandez   | 20.725       | 19.875       | 19.250       | 19.350       | 79.200       | 17º          | Não avançou | Não avançou | Não avançou | Não avançou | Não avançou | Não avançou |
| -                 | NAM Anica Profitt            | 18.600       | 19.150       | 16.450       | 18.900       | 73.100       | 18º          | Não avançou | Não avançou | Não avançou | Não avançou | Não avançou | Não avançou |